# Гражданское устройство духовенства

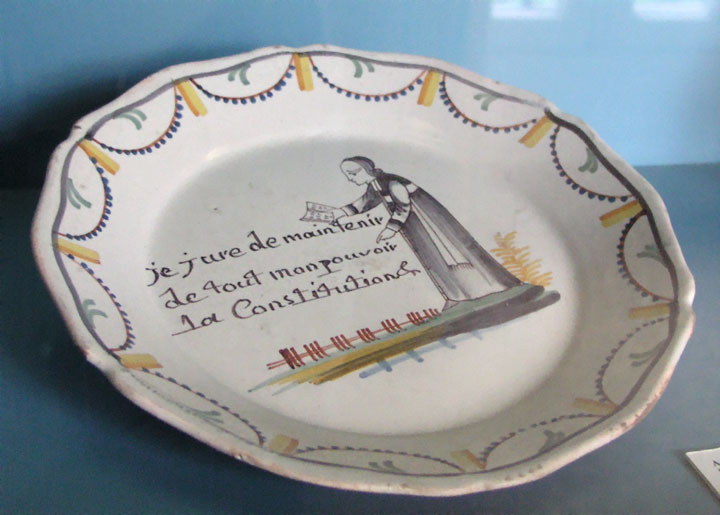
Кюре приносит присягу на верность гражданскому устройству духовенства. Изображение на тарелке 1790 года

Гражданское устройство духовенства  (фр. Constitution civile du clergé) — новый церковный порядок, принятый во время Великой французской революции.
Учредительное собрание назначило 20 августа 1789 года церковный комитет, который и выработал под названием гражданского устройства духовенства новый церковный порядок для Франции взамен Болонского конкордата (1516), которым ранее регулировались церковные отношения. Сущность нового закона, принятого Учредительным собранием 12 июля 1790 года, была такова:
1. Старое деление Франции на 18 архиепископств и 116 епископств заменялось делением на 83 диоцеза, совпадавшее с административным делением на департаменты, причём исторические названия кафедр уступили место новым и было сделано перераспределение приходов. Уничтожались также все церковные титулы, кроме епископа и настоятеля; капитулы стали называться епископскими советами.
2. Епископы должны были выбираться теми же лицами, что и депутаты, члены суда первой инстанции и департаментская администрация, а настоятели приходских церквей — лицами, выбиравшими местную администрацию. Закон не требовал, чтобы избиратели были католиками.
3. Епископы не нуждались в папском утверждении и могли только извещать папу о своём вступлении в должность. Настоятель получал «инсталляцию» от епископа.
4. От духовных лиц требовалась присяга в присутствии муниципальных властей.

Это «гражданское устройство» вызвало сильную оппозицию со стороны большинства (по крайней мере двух третей) клира и привело Учредительное собрание к столкновению с Людовиком XVI.
Декрет 27 ноября 1790 года потребовал от духовенства специальной присяги на верность гражданскому устройству духовенства. Большинство священников отказалось от исполнения этого требования. С этих пор до конкордата, заключённого с курией Наполеоном, французское духовенство делилось на присягнувшее (конституционное) и неприсягнувшее.